# Ectinorus galeanus
Ectinorus galeanus är en loppart som först beskrevs av Jordan 1939.  Ectinorus galeanus ingår i släktet Ectinorus och familjen Rhopalopsyllidae. Inga underarter finns listade i Catalogue of Life.